# Ivanas Romanovas
Ivanas Romanovas (ros. Иван Романов, Iwan Romanow, ur. 4 sierpnia 1957 w Kłajpedzie) – litewski kolarz torowy i szosowy pochodzenia rosyjskiego, reprezentował także ZSRR, dwukrotny medalista torowych mistrzostw świata.

## Kariera
Pierwszy sukces w karierze Ivanas Romanovas osiągnął w 1983 roku, kiedy zdobył brązowy medal w wyścigu punktowym amatorów podczas mistrzostw świata w Zurychu. W 1985 roku zwyciężył w klasyfikacji generalnej Tour of Greece, rok później był drugi we włoskim Settimana Ciclistica Lombarda i portugalskim Troféu Joaquim Agostinho, a w 1987 roku zajął trzecie miejsce w Tour du Maroc. W 1990 roku zdobył brązowy medal mistrzostw ZSRR w wyścigu punktowym oraz wygrał szosowy wyścig Kustpijl, to drugie osiągnięcie powtórzył także rok później. Swój największy sukces osiągnął na mistrzostwach świata w Walencji w 1992 roku, gdzie w wyścigu punktowym zawodowców był drugi, ulegając jedynie Bruno Risiemu ze Szwajcarii. W 1993 roku był najlepszy we francuskim Mi-Aout-Bretonne oraz zajął trzecie miejsce w Tour de Pologne, a w 1994 roku wygrał holenderski Ronde van Midden-Nederland. Startował ponadto na igrzyskach olimpijskich w Atlancie w 1996 roku, jednak rywalizacji w szosowym wyścigu ze startu wspólnego nie ukończył.